# Hibbertia altigena
Hibbertia altigena är en tvåhjärtbladig växtart som beskrevs av Schlechter. Hibbertia altigena ingår i släktet Hibbertia och familjen Dilleniaceae. Inga underarter finns listade i Catalogue of Life.